# Type 96 (trasporto)
Il Type 96 (96式装輪装甲車, Kyūroku sōrin sōkōsha) è  un blindato su ruote  per il trasporto truppe sviluppato da Komatsu nel 1992, ed entrato in servizio nella JGSDF nel 1996. Pur essendo il veicolo successore del Type 73 non lo sostituì completamente a causa delle diverse caratteristiche. Il veicolo è anche noto come Type 96 APC (Armored Personnel Carrier).

## Sviluppo
La Komatsu iniziò lo sviluppo di un mezzo blindato su ruote per il trasporto truppe nel 1992, e costruì il primo prototipo nel 1994. Non essendo stati riscontrati particolari difetti, il Type 96 fu considerato idoneo, e così dichiarato in servizio nel 1996. Fu sottoposto per altri due anni ad altri intensi test ed esercitazioni presso l'Infantry School Regiment, e poi nel 1998 iniziò la distribuzione agli altri reparti, avendo raggiunto la piena operatività.

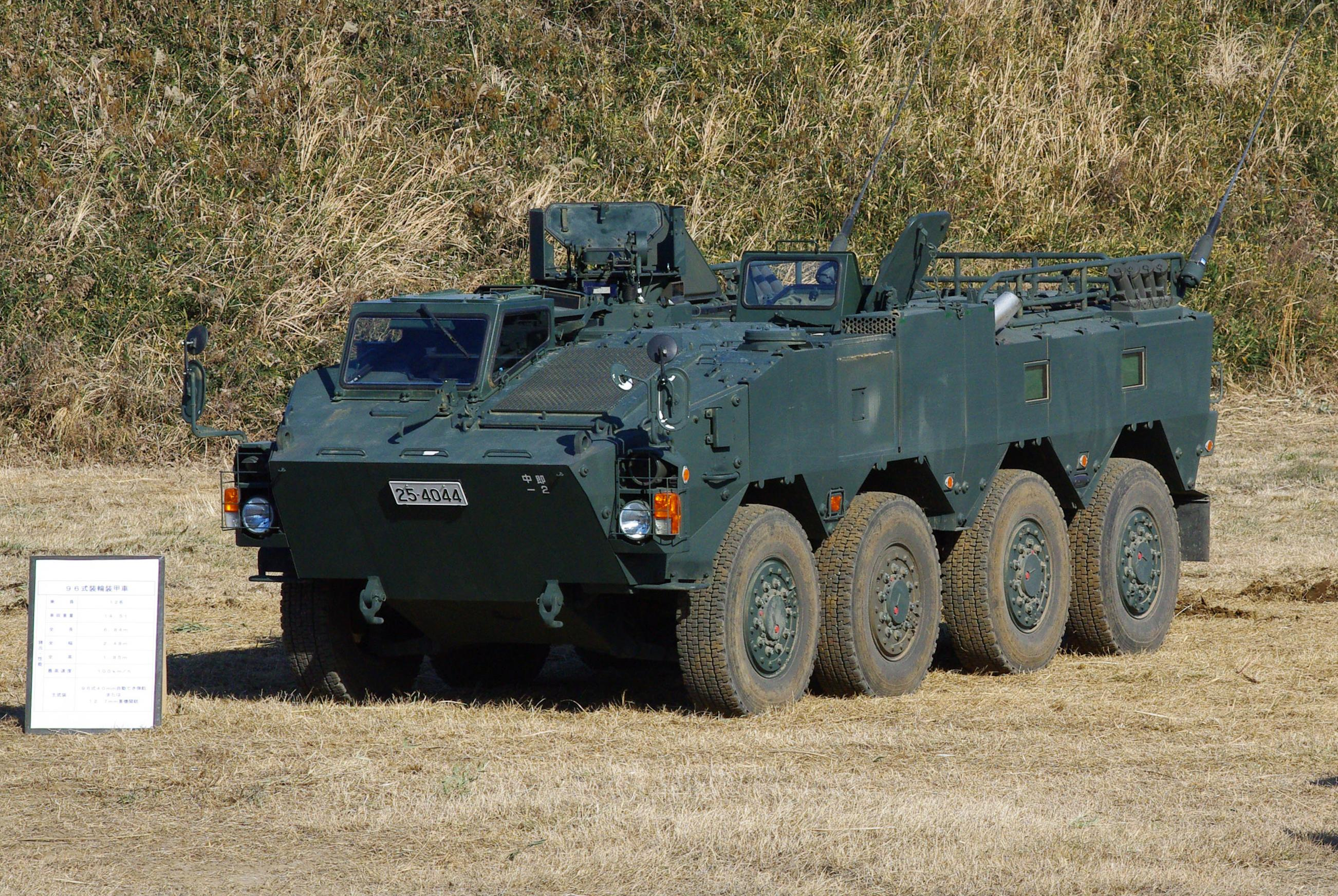
Il Type 96 esposto al pubblico a Narashino.

## Caratteristiche
La struttura del mezzo è saldata, ed è composta da piastre di acciaio laminato. Il veicolo è dotato di 4 assi per 8 ruote con pneumatici da combattimento, forniti di un dispositivo per la regolazione della pressione che ne permette l'uso anche se danneggiati.

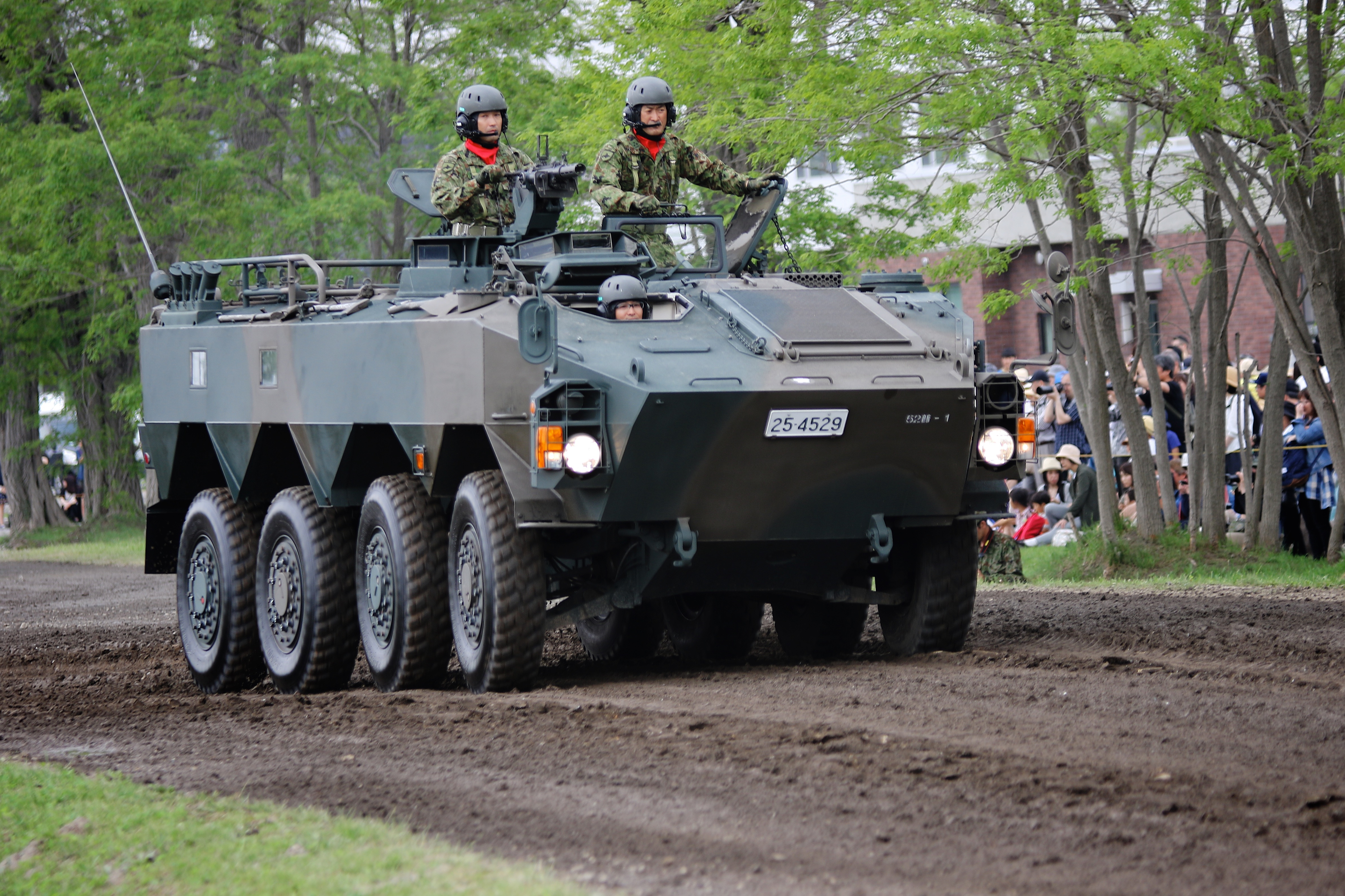
Il veicolo trasporto truppe Type 96.

La disposizione dell'equipaggio prevede il posto del conducente nella parte anteriore destra, dietro al quale c'è un artigliere protetto in una botola rialzata con visori, e alla sua sinistra il comandante. Nel retro del veicolo ci sono due panche per circa 8-10 soldati. Complessivamente si valuta un equipaggio composto da 2 addetti al veicolo e più o meno 8 soldati trasportati. 

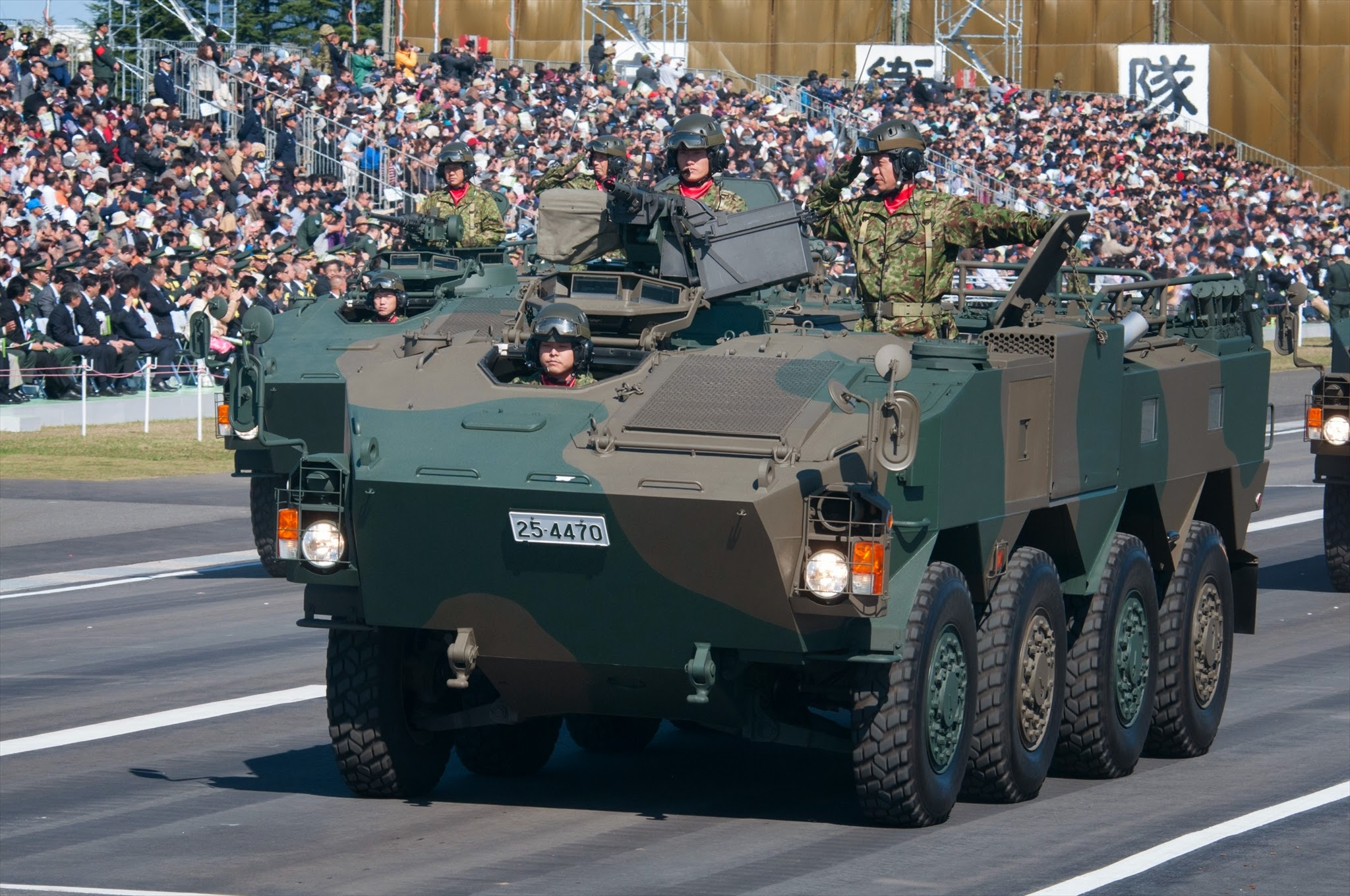
Il Type 96 durante una parata.

Il motore è un diesel turbocompresso a quattro tempi e sei cilindri Mitsubishi 6D40 con una potenza di 360 hp. 
Il veicolo ha sistemi di ventilazione con purificatore come protezione NBC. Nella sezione posteriore sono presenti nel tetto 4 grossi portelloni che si aprono verso l'esterno, inoltre nel retro del veicolo c'è una porta con rampa idraulica che permette l'uscita dei soldati. 
L'armamento principale è  un lanciagranate da 40 mm Howa Type 96, oppure una mitragliatrice Browning M2.